# Лабораторія

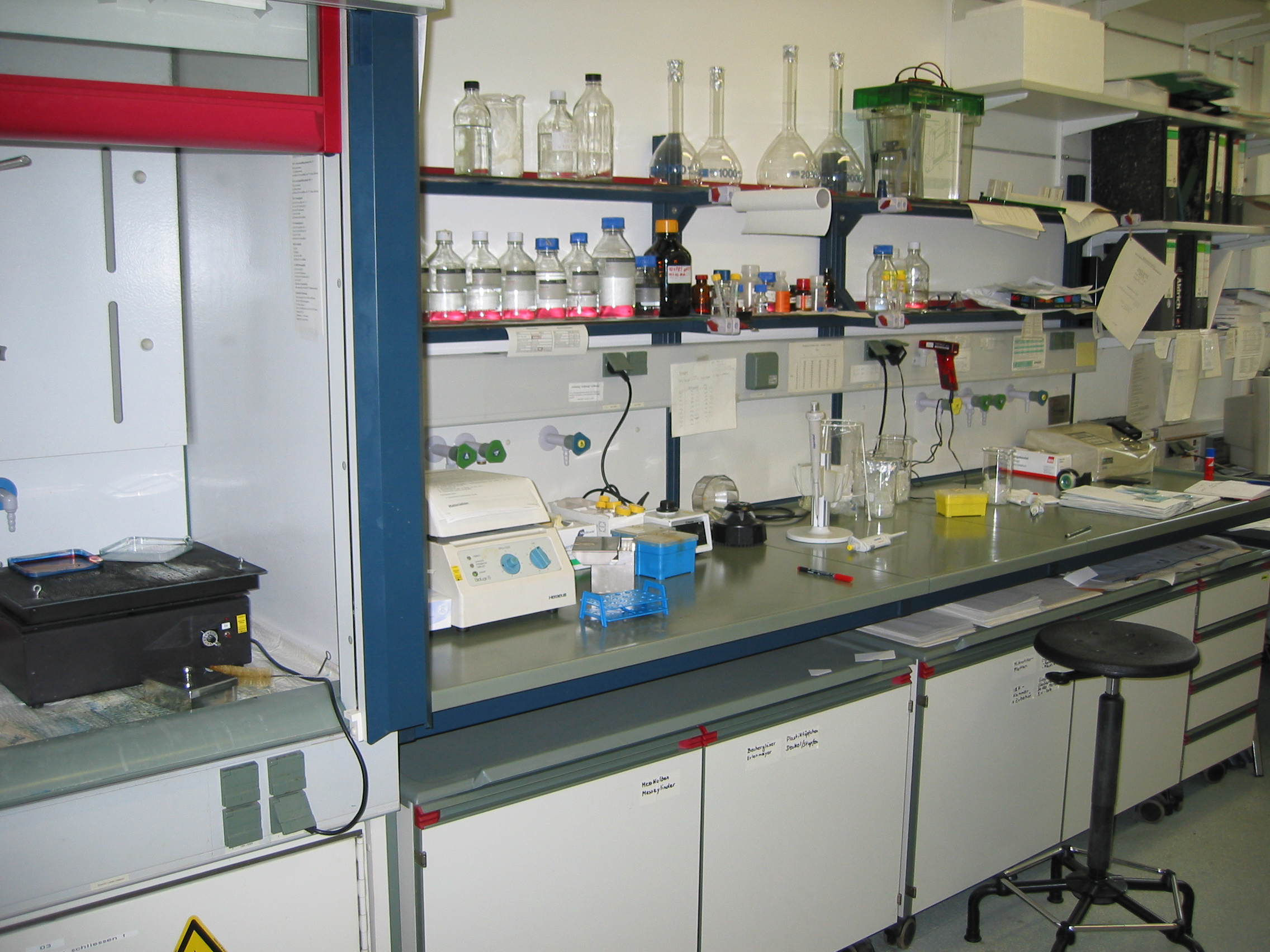
Сучасна біохімічна лабораторія в Кельні, Німеччина

Лабораторія Донецького національного технічного університету з флотації. Кінець ХХ ст.Україна, Донецьк

Лабораторія (середньовічна лат. laboratorium, від лат. laboro — працюю, лат. labor — праця, робота) — багатозначний термін, що залежно від контексту, може означати:
1. Спеціально обладнане та устатковане приладами, пристроями, мережами приміщення або транспортний засіб (наприклад, автомобіль, вагон потягу, літак, гелікоптер, субмарина тощо) для наукових досліджень, навчальних робіт, контрольних аналізів та випробувань (див. лабораторне устаткування).
2. Установу або її відділ, що проводить експериментальну науково-дослідницьку та навчальну роботу.
3. Внутрішні творчі процеси, внутрішню діяльність кого-небудь. Наприклад, творча лабораторія дослідника, митця тощо.